# Điện mặt trời TTC Phong Điền
Điện mặt trời TTC Phong Điền là nhà máy điện mặt trời xây dựng trên vùng đất thôn Mỹ Hòa, xã Điền Lộc, huyện Phong Điền, tỉnh Thừa Thiên Huế, Việt Nam.
Nhà máy có công suất lắp máy 35 MW, đóng điện thành công ngày 25/09/2018, khánh thành tháng 10/2018.
Dự án xây dựng trên diện tích 45 ha, công suất đạt 35 MWac tương đương 48 MWp và sản lượng điện hàng năm ước tính là 61.570 MWh. Nhà máy điện mặt trời TTC Phong Điền giúp cắt giảm lượng CO2 khoảng 20.503 tấn/năm, góp phần bảo vệ môi trường, đồng thời đóng góp vào nỗ lực chung của toàn cầu trong việc hạn chế sự nóng lên của Trái Đất.

## Đầu tiên ở Việt Nam
Điện mặt trời TTC Phong Điền là nhà máy điện mặt trời đầu tiên xây dựng ở Việt Nam .
Chú ý: Dự án điện mặt trời công suất thiết kế 19,2 MWp tại huyện Mộ Đức Quảng Ngãi được khởi công đầu tiên, ngày 29/8/2015, dự kiến hoàn thành giữa năm 2016, song đến năm 2018 chưa triển khai .